# Ремењини
Ремењини (слч. Remeniny) насељено је мјесто са административним статусом сеоске општине (слч. obec) у округу Вранов на Топлој, у Прешовском крају, Словачка Република.

## Становништво
| Година:    | 1994. | 2004.   | 2014.   | 2024.   |
| ---------- | ----- | ------- | ------- | ------- |
| Број људи: | 276   | 294     | 302     | 282     |
| Разлика:   |       | +6,52 % | +2,72 % | -6,62 % |

| Година:    | 2023. | 2024.   |
| ---------- | ----- | ------- |
| Број људи: | 270   | 282     |
| Разлика:   |       | +4,44 % |

Према подацима о броју становника из 2024. године насеље је имало 282 становника.